# Holstein Kiel/Namen und Zahlen
Wichtige Namen und Zahlen, die die Fußballabteilung von Holstein Kiel betreffen und die teils nur in Listenform dargestellt werden können, können neben dem Text mit der momentanen Software der Wikipedia nur unzureichend umgesetzt werden. Daher wird dieser Artikel genutzt, um vom Vereinsartikel auf diese Daten hinführen zu können, sodass der Hauptartikel nicht überladen und eine anschauliche Formatierung nicht unmöglich wird.

## Wichtige Spiele in der Vereinshistorie

### Gewinn der norddeutschen Meisterschaft 1910
| Holstein Kiel – Werder Bremen – 7:1 (3:1) | |
| Austragungsort:                           | Stadion Hoheluft, Hamburg, 10. April 1910, ? Zuschauer |
| Aufstellung des FV Holstein:              | Rudolf Friese – Friedrich Werner, Karl Rempka – Paul Lenhardt, Georg Krogmann, Hans Reese – Helmut Bork, Hans Dehning, Willi Zincke, Willi Fick, Carl Lafferenz   |
| Tore:                                     | 0:1 unbekannt, 1:1 Willi Fick, 2:1 Willi Fick, 3:1 Willi Fick, 4:1 Willi Fick (Handelfmeter), 5:1 Willi Fick (Handelfmeter), 6:1 Hans Dehning, 7:1 Carl Lafferenz |

### Deutsche Vizemeisterschaft 1910
| Karlsruher FV – Holstein Kiel – n. V. 1:0 (0:0, 0:0) | |
| Austragungsort:                                      | Weidenpescher Park, Köln, 15. Mai 1910, 5.000 Zuschauer |
| Aufstellung des FV Holstein:                         | Rudolf Friese – Friedrich Werner, Karl Rempka – Paul Lenhardt, Georg Krogmann, Hans Reese – Helmut Bork, Hans Dehning, Willi Zincke, Willi Fick, Carl Lafferenz |
| Tore:                                                | 1:0 Max Breunig (114., Foulelfmeter) |

### Gewinn der norddeutschen Meisterschaft 1911
| Holstein Kiel – Eintracht Braunschweig – 6:1 (1:1) | |
| Austragungsort:                                    | Stadion Hoheluft, Hamburg, 23. April 1911, ? Zuschauer |
| Aufstellung des FV Holstein:                       | Rudolf Friese – Friedrich Werner, Karl Rempka – Richard Schuck, Willi Zincke, Hans Reese – Georg Krogmann, Carl Nielsen, Sophus Nielsen, Hugo Fick, Ernst Möller           |
| Tore:                                              | 1:0 Sophus Nielsen (13.), 1:1 Franz Dette (Foulelfmeter, 25.), 2:1 Albert Stamm (58., Eigentor), 3:1 Sophus Nielsen, 4:1 Sophus Nielsen, 5:1 Hugo Fick, 6:1 Sophus Nielsen |

### Halbfinale um die deutsche Meisterschaft 1911
| Holstein Kiel – Berliner TuFC Viktoria 89 – 0:4 (0:2) | |
| Austragungsort:                                       | Stadion Hoheluft, Hamburg, 21. Mai 1911, ? Zuschauer |
| Aufstellung des FV Holstein:                          | Rudolf Friese – Friedrich Werner, Karl Rempka – Richard Schuck, Willi Zincke, Hans Reese – Georg Krogmann, Carl Nielsen, Sophus Nielsen, Hugo Fick, Ernst Möller |
| Tore:                                                 | 0:1 Paul Kugler, 0:2 Willi Worpitzky, 0:3 Robert Krüger, 0:4 Willi Worpitzky                                                                                     |

### Gewinn der norddeutschen Meisterschaft 1912
| Holstein Kiel – Eintracht Braunschweig – 3:2 (1:2) | |
| Austragungsort:                                    | Stadion Hoheluft, Hamburg, 21. April 1912, 4.500 Zuschauer |
| Aufstellung des FV Holstein:                       | Adolf Werner – Hans Reese, Heinrich Homeister – Georg Krogmann, Willi Zincke, Arthur Intert – Helmut Bork, Hugo Fick, David Binder, Willi Fick, Ernst Möller. |
| Tore:                                              | 1:0 Willi Fick, 1:1 Richard Queck, 1:2 Otto Harder, 2:2 Willi Fick, 3:2 Hugo Fick (83.)                                                                       |

### Gewinn der deutschen Meisterschaft 1912
| Holstein Kiel – Karlsruher FV – 1:0 (0:0) | |
| Austragungsort:                           | Stadion Hoheluft, Hamburg, 26. Mai 1912, 10.000 Zuschauer                                                                                                   |
| Aufstellung des FV Holstein:              | Adolf Werner – Hans Reese, Heinrich Homeister – Georg Krogmann, Willi Zincke, Hans Dehning – Helmut Bork, Hugo Fick, David Binder, Willi Fick, Ernst Möller |
| Tore:                                     | 1:0 Ernst Möller (52., Foulelfmeter) |

### Gewinn der deutschen Akademiker-Meisterschaft 1912
| Holstein Kiel – VfB Marburg – 2:0 (1:0) | |
| Austragungsort:                         | ? Stadion, Marburg, 21. Juli 1912, 3.000 Zuschauer |
| Aufstellung des FV Holstein:            | Julius Kiehn – Hans Reese, Friedrich Werner – Clemens Schulte, Fritz Wittich, Georg Krogmann – Alfred Plambeck, Hans Dehning, Karl Hansen, Günther Schinke, Max Wiggert |
| Tore:                                   | 1:0 Alfred Plambeck, 2:0 Georg Krogmann |

### Halbfinale um die deutsche Meisterschaft 1913
| Duisburger SpV – Holstein Kiel – 2:1 (1:1) | |
| Austragungsort:                            | Sportplatz an der Meisenburg, Essen, 27. April 1913, 10.000 Zuschauer                                                                                        |
| Aufstellung des FV Holstein:               | Adolf Werner – Hans Reese, Heinrich Homeister – Georg Krogmann, Willi Zincke, Hans Dehning – Helmut Bork, Hugo Fick, David Binder, Max Wiggert, Ernst Möller |
| Tore:                                      | 0:1 Hugo Fick (17.), 1:1 Anton Bongartz (35.), 2:1 Heinrich Fischer (60.)                                                                                    |

### Halbfinale um die deutsche Meisterschaft 1926
| SpVgg Fürth – Holstein Kiel – 3:1 (1:0) | |
| Austragungsort:                         | Rheinstadion, Düsseldorf, 6. Juni 1926, 16.000 Zuschauer |
| Aufstellung der KSV:                    | Hans Passenheim – Theodor Lagerquist, August Werner – Max Kurt Slebioda, Gábor Obitz, Karl „Oskar“ Ohm – Kurt Voß, Oskar Ritter, Karl Schulz, Waldemar Lübke, Franz Esser |
| Tore:                                   | 1:0 Andreas Franz (45., Foulelfmeter), 2:0 Andreas Franz (57.), 3:0 Konrad Kleinlein (65.), 3:1 Oskar Ritter (76.)                                                        |

### Deutsche Vizemeisterschaft 1930
| Hertha BSC – Holstein Kiel – 5:4 (3:3) | |
| Austragungsort:                        | Rheinstadion, Düsseldorf, 22. Juni 1930, 40.000 Zuschauer |
| Aufstellung der KSV:                   | Alfred Kramer – Theodor Lagerquist, Josef Zimmermann – Christian Baasch, Karl „Oskar“ Ohm, Waldemar Lübke – Kurt Voß, Oskar Ritter, Johannes Ludwig, Werner Widmayer, Franz Esser                                                  |
| Tore:                                  | 0:1 Werner Widmayer (4.), 0:2 Oskar Ritter (8.), 1:2 Johannes „Hanne“ Sobek (22.), 2:2 Hanne Sobek (26.), 2:3 Johannes Ludwig (29.), 3:3 Bruno Lehmann (36.), 4:3 Bruno Lehmann (68.), 4:4 Oskar Ritter (82.), 5:4 Hans Ruch (87.) |

### Halbfinale um die deutsche Meisterschaft 1931
| TSV München 1860 – Holstein Kiel – 2:0 (0:0) | |
| Austragungsort:                              | Wedaustadion, Duisburg, 31. Mai 1931, 12.000 Zuschauer |
| Aufstellung der KSV:                         | Alfred Kramer – Theodor Lagerquist, Rudolf Mund – Christian Baasch, Karl „Oskar“ Ohm, Waldemar Lübke – Kurt Voß, Oskar Ritter, Johannes Ludwig, Werner Widmayer, Franz Esser |
| Tore:                                        | 1:0 Alois Pledl (47., Foulelfmeter), 2:0 Otto Oeldenberger (71.) |

### Halbfinale Tschammerpokal 1941
| FC Schalke 04 – Holstein Kiel – 6:0 (2:0) | |
| Austragungsort:                           | Glückauf-Kampfbahn, Gelsenkirchen, 12. Oktober 1941, 15.000 Zuschauer |
| Aufstellung der KSV:                      | Rudolf Drews – Hans Scharmach, Rudolf Mund – Rudolf Jennewein, Kurt Krüger, Heinz Flöhl – Gustav Schmidt, Alfred Boller, Oskar Kühn, Franz Linken, Leo Möschel             |
| Tore:                                     | 1:0 Ernst Kuzorra (26.), 2:0 Hermann Eppenhoff (28.), 3:0 Ernst Kalwitzki (47.), 4:0 Herbert Burdenski (76.), 5:0 Herbert Burdenski (80.), 6:0 Rudolf Mund (89., Eigentor) |

### Viertelfinalsieg in der deutschen Meisterschaft 1943 gegen das Schalker Star-Ensemble
| Holstein Kiel – FC Schalke 04 – 4:1 (3:1) | |
| Austragungsort:                           | Holstein-Stadion, Kiel, 30. Mai 1943, 18.000 Zuschauer |
| Aufstellung der KSV:                      | Rudolf Drews – Hans Scharmach, Oskar Kühn – Max Karl Slebioda, Kurt Krüger, Rudolf Jennewein – Gustav Schmidt, Franz Linken, Walter Hain, Ottmar Walter, Leo Möschel |
| Tore:                                     | 1:0 Franz Linken (9.), 2:0 Leo Möschel (31.), 3:0 Franz Linken, 3:1 Otto Tibulski, 4:1 Walter Hain (89.)                                                             |

### Dritter Platz bei den deutschen Meisterschaften 1943
| Holstein Kiel – First Vienna FC 1894 – 4:1 (1:1) | |
| Austragungsort:                                  | Poststadion, Berlin, 20. Juni 1943, 35.000 Zuschauer |
| Aufstellung der KSV:                             | Rudolf Drews – Hans Scharmach, Oskar Kühn – Max Karl Slebioda, Kurt Krüger, Rudolf Jennewein – Gustav Schmidt, Franz Linken, Alfred Boller, Ottmar Walter, Leo Möschel |
| Tore:                                            | 1:0 Ottmar Walter (26.), 1:1 Rudolf Strittich (27.), 2:1 Alfred Boller (47.), 3:1 Ottmar Walter (73.), 4:1 Leo Möschel (74.)                                           |

### Zuschauerrekord im Holstein-Stadion 1950/51
| Holstein Kiel – Hamburger SV – 3:3 (1:2) (ewiger Zuschauerrekord) | |
| Austragungsort:                                                   | Holstein-Stadion, Kiel, 23. März 1951, 30.000 Zuschauer |
| Aufstellung der KSV:                                              | Henry Peper – Paul Gräf, Heinz Grunewald – Hans Morgner, Hans-Heinrich Cornils, Harry Karl – Max Karl Slebioda, Walter Hain, Gerhard Schmidt, Helmut Knobloch, Horst Nölte  |
| Tore:                                                             | 0:1 Herbert Wojtkowiak (18.), 0:2 Rolf Rohrberg (24.), 1:2 Gerhard Schmidt (36.), 1:3 Manfred Krüger (49.), 2:3 Hans Morgner (53., Handelfmeter), 3:3 Gerhard Schmidt (55.) |

### Oberliga Nord Herbstmeister 1952/53 durch ein 5:0 beim Hamburger SV
| Hamburger SV – Holstein Kiel – 0:5 (0:3) (höchste Heimniederlage des HSV) | |
| Austragungsort:                                                           | Rothenbaum-Stadion, Hamburg, 14. Dezember 1952, 20.000 Zuschauer                                                                                                  |
| Aufstellung der KSV:                                                      | Henry Peper – Hans Morgner, Paul Gräf – Heinz Grunewald, Bruno Wagner, Bernd Oles – Harry Karl, Jürgen Küchenmeister, Emil Maier, Walter Wiendlocha, Karl Schradi |
| Tore:                                                                     | 0:1 Walter Wiendlocha (14.), 0:2 Horst Schnoor (36., Eigentor), 0:3 Bernd Oles (38.), 0:4 Emil Maier (56.), 0:5 Emil Maier (65.)                                  |

### Sieg in der Aufstiegsrunde zur Bundesliga 1965 gegen die Fohlenelf von Borussia Mönchengladbach
| Holstein Kiel – Borussia Mönchengladbach – 4:2 (1:1) | |
| Austragungsort:                                      | Holstein-Stadion, Kiel, 19. Juni 1965, 11.000 Zuschauer |
| Aufstellung der KSV:                                 | Franz Möck – Rudi Balsam, Jürgen Harm – Klaus-Hinrich Jess, Werner Bähnck, Günter Tams – Gerd Koll, Franz-Josef Hönig, Gerd Saborowski, Jürgen Rohweder, Manfred Podlich |
| Tore:                                                | 0:1 Jupp Heynckes (7.), 1:1 Gerd Saborowski (10.), 1:2 Günter Netzer (56.), 2:2 Manfred Podlich (69.), 3:2 Gerd Koll (78.), 4:2 Gerd Koll (90.)                          |

### 1. Runde DFB-Pokal 1970/71
| Holstein Kiel – VfB Stuttgart – 2:1 (1:0) | |
| Austragungsort:                           | Holstein-Stadion, Kiel, 12. Dezember 1970, 9.500 Zuschauer |
| Aufstellung der KSV:                      | Friedemann Paulick – Eberhard Gräf (33. Emil Kirchner), Siegmund Saborrosch, Ulrich Hoffmann, Lothar Kanieß, Sönke Koch, Uwe Krüger, Horst Mißfeld, Rudolf Christiansen, Manfred Medler (65. Klaus Schröder), Ulrich Schulz |
| Tore:                                     | 1:0 Uwe Krüger (8.), 1:1 Hartmut Weiß (53.), 2:1 Ulrich Hoffmann (76., Foulelfmeter) |

### Aufstiegsrunde zur 2. Bundesliga Nord 1978 Entscheidungsspiel gegen Wacker 04 Berlin
| Holstein Kiel – Wacker 04 Berlin – 1:0 (1:0) | |
| Austragungsort:                              | Holstein-Stadion, Kiel, 17. Juni 1978, 12.000 Zuschauer |
| Aufstellung der KSV:                         | Thomas Thiel – Jochen Aido – Dietmar Tönsfeldt, Immo Stelzer, René Back – Wulf-Dieter Hansen, Berndt Jordt, Dieter Wendland – Manfred Jochimiak, Holger Haltenhof, Volker Tönsfeldt |
| Tore:                                        | 1:0 Wulf-Dieter Hansen (26.) |

### 3. Runde DFB-Pokal 1978/79
| Holstein Kiel – Karlsruher SC – 5:2 (1:1) | |
| Austragungsort:                           | Holstein-Stadion, Kiel, 2. Dezember 1978, 13.000 Zuschauer |
| Aufstellung der KSV:                      | Martin Burmeister – Torsten Landsberg – Dirk Andresen, Immo Stelzer, Dietmar Tönsfeldt – Dieter Wendland, Berndt Jordt, Jochen Aido, Harry Witt – Holger Haltenhof (58. Axel Möller), Manfred Jochimiak |
| Tore:                                     | 1:0 Dieter Wendlandt (14.), 1:1 Gerhard Bold (23.), 1:2 Stefan Groß (53.), 2:2 Manfred Jochimiak (57.), 3:2 Manfred Jochimiak (70.), 4:2 Dieter Wendlandt (73.), 5:2 Axel Möller (89.)                  |

### Aufstiegsspiele zur Regionalliga Nord 2001
Hinspiel
| Holstein Kiel – 1. SC Göttingen 05 – 2:0 (1:0) | |
| Austragungsort:                                | Holstein-Stadion, Kiel, 2. Juni 2001, 3.763 Zuschauer |
| Aufstellung der KSV:                           | Manuel Greil – Henning Hardt – Güner Kopuk, Carsten Pukaß – Timo Hempel, Lutz Lehmann, Guido Gehrke (87. Torge Treptow), Zbigniew Ilski – Dmitrijus Guščinas, Daniel Jurgeleit, Danilo Blank (77. Enrico Gerlach) |
| Tore:                                          | 1:0 Hempel (32.), 2:0 Guscinas (77.) |

Rückspiel
| 1. SC Göttingen 05 – Holstein Kiel – 3:0 (1:0) | |
| Austragungsort:                                | Jahnstadion, Göttingen, 9. Juni 2001, 6.152 Zuschauer |
| Aufstellung der KSV:                           | Manuel Greil – Henning Hardt – Güner Kopuk, Carsten Pukaß – Timo Hempel (51. Torsten Petersen), Lutz Lehmann, Guido Gehrke, Zbigniew Ilski – Dmitrijus Guščinas, Daniel Jurgeleit, Danilo Blank (62. Jörg Ahrends) |
| Tore:                                          | 1:0 Tobias Dietrich (45.), 2:0 Dian Popov (47.), 3:0 Tobias Dietrich (64.) |

### 1. Runde DFB-Pokal 2002/03
| Holstein Kiel – Hertha BSC – 1:1 n. V. (1:1, 1:0), 3:0 i. E. | |
| Austragungsort:                                              | Holstein-Stadion, Kiel, 1. September 2002, 9.300 Zuschauer |
| Aufstellung der KSV:                                         | Manuel Greil – Henning Hardt – André Trulsen, Güner Kopuk (114. Malte Sawkulycz), Carsten Pukaß – Lars Schiersand, Matthias Rose, Thorsten Rohwer (103. Petr Maslej), Zbigniew Ilski – Marek Trejgis (82. Timo Hempel), Dmitrijus Guščinas |
| Tore:                                                        | 1:0 Matthias Rose (44.), 1:1 Michael Preetz (53.) Elfmeterschießen: 1:0 Dmitrijus Guščinas, Roberto Pinto (gehalten), 2:0 André Trulsen, Andreas Schmidt (gehalten), 3:0 Matthias Rose, Michael Hartmann (gehalten)                        |

### Aufstiegsspiel am letzten Spieltag in die 3. Liga 2009
| Holstein Kiel – VfB Lübeck – 1:0 (0:0) | |
| Austragungsort:                        | Holstein-Stadion, Kiel, 7. Juni 2009, 9.400 Zuschauer |
| Aufstellung der KSV:                   | Michael Frech – Mohammed Lartey, Peter Schyrba, Sven Boy, Christian Jürgensen – Hauke Brückner, Stephan Vujcic (46. Jan Hoffmann) – Tim Siedschlag, Alexander Nouri (88. Hendrik Großöhmichen), Marco Stier (76. Dmitrijus Guščinas) – Tim Wulff |
| Tore:                                  | 1:0 Tim Wulff (87.) |

### Achtelfinale DFB-Pokal 2011/12
| Holstein Kiel – 1. FSV Mainz 05 – 2:0 (1:0) | |
| Austragungsort:                             | Holstein-Stadion, Kiel, 21. Dezember 2011, 10.649 Zuschauer |
| Aufstellung der KSV:                        | Morten Jensen – Patrick Herrmann, Aaron Berzel, Christian Jürgensen, Dan-Patrick Poggenberg – Steve Müller, Rafael Kazior (90. Kevin Schulz) – Tim Siedschlag, Fiete Sykora, Jaroslaw Lindner (90. Fabian Wetter) – Marc Heider |
| Tore:                                       | 1:0 Anthony Ujah (6., Eigentor), 2:0 Steve Müller (64.) |

### Viertelfinale DFB-Pokal 2011/12
| Holstein Kiel – Borussia Dortmund – 0:4 (0:2) | |
| Austragungsort:                               | Holstein-Stadion, Kiel, 7. Februar 2012, 11.522 Zuschauer |
| Aufstellung der KSV:                          | Morten Jensen – Patrick Herrmann, Aaron Berzel, Christian Jürgensen, Dan-Patrick Poggenberg – Steve Müller, Rafael Kazior – Sofien Chahed (81. Jakob Sachs), Fiete Sykora, Jaroslaw Lindner (85. Fabian Wetter) – Marc Heider (83. Tim Wulff) |
| Tore:                                         | 0:1 Robert Lewandowski (11.), 0:2 Shinji Kagawa (18.), 0:3 Lucas Barrios (80.), 0:4 Ivan Perišić (87.) |

### Aufstiegsrunde zur 3. Liga 2013
Hinspiel
| Holstein Kiel – KSV Hessen Kassel – 2:0 (1:0) | |
| Austragungsort:                               | Holstein-Stadion, Kiel, 29. Mai 2013, 9.382 Zuschauer |
| Aufstellung der KSV:                          | Niklas Jakusch – Patrick Herrmann, Marcel Gebers, Manuel Hartmann, Fabian Wetter – Marlon Krause, Rafael Kazior – Tim Siedschlag, Fiete Sykora, Marc Heider (80. Gerrit Pressel) – Marcel Schied (73. Jaroslaw Lindner) |
| Tore:                                         | 1:0 Fiete Sykora (30.), 2:0 Fabian Wetter (52.) |

Rückspiel
| KSV Hessen Kassel – Holstein Kiel – 1:2 (1:1) | |
| Austragungsort:                               | Auestadion, Kassel, 2. Juni 2013, 17.000 Zuschauer |
| Aufstellung der KSV:                          | Niklas Jakusch – Patrick Herrmann, Marcel Gebers, Manuel Hartmann, Fabian Wetter (46. Gerrit Pressel) – Marlon Krause, Rafael Kazior – Tim Siedschlag, Fiete Sykora (83. Casper Johansen), Marc Heider – Marcel Schied (69. Jaroslaw Lindner) |
| Tore:                                         | 0:1 Marc Heider (20.), 1:1 Stefan Müller (45.), 1:2 Marcel Gebers (60.) |

### Relegationsspiele zur 2. Bundesliga 2015
Hinspiel
| Holstein Kiel – TSV 1860 München – 0:0 (0:0) | |
| Austragungsort:                              | Holstein-Stadion, Kiel, 29. Mai 2015, 9.812 Zuschauer |
| Aufstellung der KSV:                         | Kenneth Kronholm – Patrick Herrmann, Marlon Krause, Hauke Wahl, Patrick Kohlmann – Maik Kegel, Mikkel Vendelbo – Tim Siedschlag (78. Jaroslaw Lindner), Rafael Kazior – Manuel Schäffler (86. Fiete Sykora), Marc Heider (69. Patrick Breitkreuz) |
| Tore:                                        | keine |

Rückspiel
| TSV 1860 München – Holstein Kiel – 2:1 (0:1) | |
| Austragungsort:                              | Allianz Arena, München, 2. Juni 2015, 57.000 Zuschauer |
| Aufstellung der KSV:                         | Kenneth Kronholm – Patrick Herrmann, Marlon Krause, Hauke Wahl, Patrick Kohlmann – Tim Siedschlag, Mikkel Vendelbo, Maik Kegel (89. Marcel Gebers), Jaroslaw Lindner (51. Marc Heider) – Rafael Kazior, Manuel Schäffler (60. Patrick Breitkreuz) |
| Tore:                                        | 0:1 Rafael Kazior (16.), 1:1 Daniel Adlung (78.), 2:1 Kai Bülow (90.+1) |

### Aufstiegsspiel am 37. Spieltag in die 2. Bundesliga 2017
| SG Sonnenhof Großaspach – Holstein Kiel – 0:1 (0:1) | |
| Austragungsort:                                     | mechatronik Arena, Aspach, 13. Mai 2017, 2.800 Zuschauer |
| Aufstellung der KSV:                                | Kenneth Kronholm – Patrick Herrmann, Rafael Czichos, Dominik Schmidt, Christopher Lenz, Dominic Peitz – Kingsley Schindler, Dominick Drexler (87. Mathias Fetsch), Alexander Bieler, Steven Lewerenz (70. Manuel Janzer) – Marvin Ducksch (74. Niklas Hoheneder) |
| Tore:                                               | 0:1 Marvin Ducksch (31.) |

### Relegationsspiele zur Bundesliga 2018
Hinspiel
| VfL Wolfsburg – Holstein Kiel – 3:1 (2:1) | |
| Austragungsort:                           | Volkswagen Arena, Wolfsburg, 17. Mai 2018, 28.800 Zuschauer |
| Aufstellung der KSV:                      | Kenneth Kronholm – Patrick Herrmann, Dominik Schmidt, Rafael Czichos, Johannes van den Bergh – Dominic Peitz (61. Alexander Mühling) – Kingsley Schindler, David Kinsombi, Dominick Drexler, Steven Lewerenz (61. Aaron Seydel) – Marvin Ducksch |
| Tore:                                     | 1:0 Divock Origi (13.), 1:1 Kingsley Schindler (34.), 2:1 Josip Brekalo (40.), 3:1 Yunus Malli (56.) |

Rückspiel
| Holstein Kiel – VfL Wolfsburg – 0:1 (0:1) | |
| Austragungsort:                           | Holstein-Stadion, Kiel, 21. Mai 2018, 12.000 Zuschauer |
| Aufstellung der KSV:                      | Kenneth Kronholm – Patrick Herrmann (80. Dominic Peitz), Dominik Schmidt, Rafael Czichos, Johannes van den Bergh – David Kinsombi – Kingsley Schindler, Tom Weilandt (76. Manuel Janzer), Alexander Mühling, Aaron Seydel – Marvin Ducksch |
| Tore:                                     | 0:1 Robin Knoche (75.) |

### 2. Runde DFB-Pokal 2020/21
| Holstein Kiel – FC Bayern München – 2:2 n. V. (2:2, 1:1), 6:5 i. E. | |
| Austragungsort:                                                     | Holstein-Stadion, Kiel, 14. Januar 2021, 0 Zuschauer |
| Aufstellung der KSV:                                                | Ioannis Gelios – Jannik Dehm, Hauke Wahl, Stefan Thesker (80. Marco Komenda), Johannes van den Bergh – Jonas Meffert (84. Ahmet Arslan) – Alexander Mühling (84. Janni Serra), Fin Bartels, Finn Porath (77. Niklas Hauptmann), Joshua Mees (77. Fabian Reese) – Jae-Sung Lee                                                                     |
| Tore:                                                               | 0:1 Serge Gnabry (14.), 1:1 Fin Bartels (37.), 1:2 Leroy Sané (48.), 2:2 Hauke Wahl (90.+5) Elfmeterschießen: 0:1 Robert Lewandowski, 1:1 Hauke Wahl, 1:2 Joshua Kimmich, 2:2 Ahmet Arslan, 2:3 Thomas Müller, 3:3 Janni Serra, 3:4 David Alaba, 4:4 Jae-Sung Lee, 4:5 Douglas Costa, 5:5 Niklas Hauptmann, Marc Roca (gehalten), 6:5 Fin Bartels |

### Viertelfinale DFB-Pokal 2020/21
| Rot-Weiss Essen – Holstein Kiel – 0:3 (0:2) | |
| Austragungsort:                             | Stadion Essen, Essen, 3. März 2021, 0 Zuschauer |
| Aufstellung der KSV:                        | Ioannis Gelios – Jannik Dehm, Hauke Wahl, Mikkel Kirkeskov (68. Marco Komenda), Simon Lorenz – Jonas Meffert – Alexander Mühling (87. Niklas Hauptmann), Jae-Sung Lee – Janni Serra, Fin Bartels (87. Joshua Mees), Finn Porath (58. Fabian Reese) |
| Tore:                                       | 0:1 Alexander Mühling (26.), 0:2 Janni Serra (28.), 0:3 Joshua Mees (90.) |

### Halbfinale DFB-Pokal 2020/21
| Borussia Dortmund – Holstein Kiel – 5:0 (5:0) | |
| Austragungsort:                               | Signal Iduna Park, Dortmund, 1. Mai 2021, 0 Zuschauer |
| Aufstellung der KSV:                          | Thomas Dähne – Jannik Dehm (46. Phil Neumann), Hauke Wahl, Simon Lorenz, Marco Komenda – Jonas Meffert – Niklas Hauptmann, Jae-Sung Lee (76. Benjamin Girth), Fin Bartels (68. Joshua Mees), Fabian Reese (46. Finn Porath) – Janni Serra (30. Ahmet Arslan) |
| Tore:                                         | 1:0 Giovanni Reyna (16.), 2:0 Giovanni Reyna (23.), 3:0 Marco Reus (26.), 4:0 Thorgan Hazard (32.), 5:0 Jude Bellingham (42.) |

### Relegationsspiele zur Bundesliga 2021
Hinspiel
| 1. FC Köln – Holstein Kiel 0:1 (0:0) | |
| Austragungsort:                      | Rheinenergiestadion, Köln, 26. Mai 2021, 0 Zuschauer |
| Aufstellung der KSV:                 | Ioannis Gelios – Phil Neumann, Hauke Wahl, Marco Komenda, Johannes van den Bergh – Aleksandar Ignjovski (59. Simon Lorenz) – Fin Bartels (79. Joshua Mees), Jae-Sung Lee, Niklas Hauptmann, Finn Porath (67. Fabian Reese) – Janni Serra (79. Benjamin Girth) |
| Tore:                                | 0:1 Simon Lorenz (59.) |

Rückspiel
| Holstein Kiel – 1. FC Köln 1:5 (1:4) | |
| Austragungsort:                      | Holstein-Stadion, Kiel, 29. Mai 2021, 2.348 Zuschauer |
| Aufstellung der KSV:                 | Ioannis Gelios – Phil Neumann, Hauke Wahl, Simon Lorenz (46. Joshua Mees), Marco Komenda (46. Mikkel Kirkeskov) – Jonas Meffert, Alexander Mühling, Jae-Sung Lee – Fin Bartels , Finn Porath (46. Benjamin Girth), Fabian Reese (80. Noah Awuku) |
| Tore:                                | 0:1 Jonas Hector (3.), 1:1 Jae-Sung Lee (4.), 1:2 Sebastian Andersson (6.), 1:3 Sebastian Andersson (13.), 1:4 Rafael Czichos (39.), 1:5 Ellyes Skhiri (84.)                                                                                     |

### Aufstiegsspiel am 33. Spieltag in die Bundesliga 2024
| Holstein Kiel – Fortuna Düsseldorf – 1:1 (1:0) | |
| Austragungsort:                                | Holstein-Stadion, Kiel, 11. Mai 2024, 15.034 Zuschauer |
| Aufstellung der KSV:                           | Timon Weiner – Carl Johansson, Patrick Erras, Marko Ivezić – Lasse Rosenboom, Philipp Sander, Lewis Holtby (86. Joshua Mees), Tom Rothe, Alexander Bernhardsson (86. Marvin Schulz), Shūto Machino (74. Fiete Arp) – Benedikt Pichler (63. Nicolai Remberg) |
| Tore:                                          | 1:0 Benedikt Pichler (2.), Christos Tzolis (70.) |

## Teilnahmen an der deutschen Meisterschaft
Insgesamt erreichte der Verein 15 Mal die Endrunde der deutschen Meisterschaft:

### Vor 1918
Spielzeiten von 1902 bis 1918
→ Spieldaten zur deutschen Fußballmeisterschaft 1909/10
→ Spieldaten zur deutschen Fußballmeisterschaft 1910/11
→ Spieldaten zur deutschen Fußballmeisterschaft 1911/12 
→ Spieldaten zur deutschen Fußballmeisterschaft 1912/13

### Nach 1918 bis 1945
Spielzeiten von 1918 bis 1945
→ Spieldaten zur deutschen Fußballmeisterschaft 1925/26
→ Spieldaten zur deutschen Fußballmeisterschaft 1926/27
→ Spieldaten zur deutschen Fußballmeisterschaft 1927/28
→ Spieldaten zur deutschen Fußballmeisterschaft 1928/29
→ Spieldaten zur deutschen Fußballmeisterschaft 1929/30
→ Spieldaten zur deutschen Fußballmeisterschaft 1930/31
→ Spieldaten zur deutschen Fußballmeisterschaft 1931/32
→ Spieldaten zur deutschen Fußballmeisterschaft 1942/43
→ Spieldaten zur deutschen Fußballmeisterschaft 1943/44

### Nach 1945
Spielzeiten von 1945 bis 1963
→ Spieldaten zur deutschen Fußballmeisterschaft 1952/53
→ Spieldaten zur deutschen Fußballmeisterschaft 1956/57

## Teilnahmen an der norddeutschen Meisterschaft
Insgesamt erreichte der Verein 27 Mal die Endrunde der norddeutschen Meisterschaft:

### 1905 bis 1918
Spielzeiten von 1905 bis 1918
→ Spieldaten zur norddeutschen Fußballmeisterschaft 1905/06
→ Spieldaten zur norddeutschen Fußballmeisterschaft 1906/07
→ Spieldaten zur norddeutschen Fußballmeisterschaft 1907/08
→ Spieldaten zur norddeutschen Fußballmeisterschaft 1908/09
→ Spieldaten zur norddeutschen Fußballmeisterschaft 1909/10 
→ Spieldaten zur norddeutschen Fußballmeisterschaft 1910/11 
→ Spieldaten zur norddeutschen Fußballmeisterschaft 1911/12 
→ Spieldaten zur norddeutschen Fußballmeisterschaft 1912/13
→ Spieldaten zur norddeutschen Fußballmeisterschaft 1913/14
→ Spieldaten zur norddeutschen Fußballmeisterschaft 1915/16
→ Spieldaten zur norddeutschen Fußballmeisterschaft 1916/17
→ Spieldaten zur norddeutschen Fußballmeisterschaft 1917/18

### 1918 bis 1933
Spielzeiten von 1918 bis 1933
→ Spieldaten zur norddeutschen Fußballmeisterschaft 1918/19
→ Spieldaten zur norddeutschen Fußballmeisterschaft 1919/20
→ Spieldaten zur norddeutschen Fußballmeisterschaft 1920/21
→ Spieldaten zur norddeutschen Fußballmeisterschaft 1921/22
→ Spieldaten zur norddeutschen Fußballmeisterschaft 1922/23
→ Spieldaten zur norddeutschen Fußballmeisterschaft 1923/24
→ Spieldaten zur norddeutschen Fußballmeisterschaft 1924/25
→ Spieldaten zur norddeutschen Fußballmeisterschaft 1925/26 
→ Spieldaten zur norddeutschen Fußballmeisterschaft 1926/27 
→ Spieldaten zur norddeutschen Fußballmeisterschaft 1927/28
→ Spieldaten zur norddeutschen Fußballmeisterschaft 1928/29
→ Spieldaten zur norddeutschen Fußballmeisterschaft 1929/30 
→ Spieldaten zur norddeutschen Fußballmeisterschaft 1930/31
→ Spieldaten zur norddeutschen Fußballmeisterschaft 1931/32
→ Spieldaten zur norddeutschen Fußballmeisterschaft 1932/33

## Tabellen der Ewigen Endrundentabellen der deutschen Meisterschaft von 1903 bis 1963

### Ewige Endrundentabelle der deutschen Meisterschaft von 1903 bis 1914
Die KSV Holstein belegt in der Ewigen Endrundentabelle der Vereine, die von 1903 bis 1914 um die deutsche Meisterschaft spielten, den vierten Tabellenplatz (9 Spiele, 6 Siege, 0 Unentschieden, 3 Niederlagen, 19:11 Tore, 18 Punkte). Vor der KSV stehen der Karlsruher FV, der Berliner TuFC Viktoria 1889 und an der Spitze dieser ersten Ewigen Tabelle im deutschen erstklassigen Fußball der damalige Rekordmeister VfB Leipzig.

### Ewige Endrundentabelle der deutschen Meisterschaft von 1903 bis 1933
Die KSV Holstein belegt in der Ewigen Endrundentabelle der Vereine, die von 1903 bis 1933 um die deutsche Meisterschaft spielten, den sechsten Tabellenplatz (26 Spiele, 16 Siege, 0 Unentschieden, 10 Niederlagen, 73:54 Tore, 48 Punkte). Vor der KSV stehen der VfB Leipzig, die SpVgg Fürth, der Hamburger SV, Hertha BSC und an der Spitze dieser Ewigen Tabelle der damalige Rekordmeister 1. FC Nürnberg.

### Ewige Endrundentabelle der deutschen Meisterschaft von 1903 bis 1945
Die KSV Holstein belegt in der Ewigen Endrundentabelle der Vereine, die von 1903 bis 1945 um die deutsche Meisterschaft spielten, den siebten Platz (34 Spiele, 21 Siege, 1 Unentschieden, 12 Niederlagen; 94:66 Tore, 64 Punkte). Vor der KSV stehen Fortuna Düsseldorf, Hertha BSC, der Dresdner SC, der Hamburger SV und an der Spitze die damalige gemeinsamen Rekordmeister 1. FC Nürnberg und FC Schalke 04.

### Ewige Endrundentabelle der deutschen Meisterschaft von 1903 bis 1963
Die KSV Holstein belegt in der Ewigen Endrundentabelle der Vereine, die von 1903 bis 1963 um die deutsche Meisterschaft spielten, Platz 15 (41 Spiele, 21 Siege, 2 Unentschieden, 18 Niederlagen, 104:85 Tore, 65 Punkte). 1963 mit Gründung der Bundesliga, wurde die letzte deutsche Meisterschaft im Endrundenmodus ausgespielt.

## Deutsche Amateurmeisterschaft 1961
| SC Union 06 Berlin – Holstein Kiel Amateure – 2:2 n. V. (2:2)(1:0) (1. Vorrunde) | |
| Austragungsort:                                                                  | Poststadion, Berlin, 27. Mai 1961, 4.000 Zuschauer                                                              |
| Aufstellung der KSV:                                                             | Wittmaack, Balsam, Nitschmann, Broszat, Rautenberg, Mund, Lempfert, Krafczyk, Lankeit, Löhrer                   |
| Tore:                                                                            | 0:1 Lempfert (26. Minute), 1:1 Jacobs (Elfmeter, 61. Minute), 2:1 Kaiser (62. Minute), 2:2 Broszat (82. Minute) |

| Holstein Kiel Amateure – SC Union 06 Berlin – 4:1 (2:0) (Wiederholungsspiel) | |
| Austragungsort:                                                              | Stadion Waldwiese, Kiel, 4. Juni 1961, 3.000 Zuschauer                                                                          |
| Aufstellung der KSV:                                                         | Horn, Balsam, Berszuck, Broszat, Rautenberg, Meyer, Mund, Lempfert, Krafczyk, Lankeit, Podlich                                  |
| Tore:                                                                        | 1:0 Mund (34. Minute), 2:0 Krafczyk (37. Minute), 3:0 Krafczyk (52. Minute), 4:0 Podlich (78. Minute), 4:1 Kissner (84. Minute) |

| 1. FC Sobernheim – Holstein Kiel Amateure – 2:5 n. V. (2:2)(1:1) (Halbfinale) | |
| Austragungsort:                                                               | ? Stadion, Kirn, 11. Juni 1961, 4.000 Zuschauer |
| Aufstellung der KSV:                                                          | Horn, Balsam, Berszuck, Broszat, Rautenberg, Meyer, Mund, Lempfert, Krafczyk, Lankeit, Podlich                                                                                      |
| Tore:                                                                         | 0:1 Krafczyk (5. Minute), 1:1 Grein (12. Minute), 1:2 Krafczyk (76. Minute), 2:2 Lorenz (81. Minute), 2:3 Podlich (97. Minute), 2:4 Lankeit (99. Minute), 2:5 Lankeit (111. Minute) |

| Holstein Kiel Amateure – Siegburger SV 04 – 5:1 (1:1) (Finale) | |
| Austragungsort:                                                | Niedersachsenstadion, Hannover, 24. Juni 1961, 70.000 Zuschauer                                                                                      |
| Aufstellung der KSV:                                           | Horn, Balsam, Berszuck, Broszat, Rautenberg, Meyer, Mund, Lempfert, Krafczyk, Lankeit, Podlich                                                       |
| Tore:                                                          | 1:0 Krafczyk (5. Minute), 1:1 Witter (31. Minute), 2:1 Lankeit (46. Minute), 3:1 Lankeit (61. Minute), 4:1 Mund (66. Minute), 5:1 Meyer (75. Minute) |

## Teilnahmen an Aufstiegsrunden

### Aufstiegsrunde zur Bundesliga 1965
| Pl. | Team                     | Sp. | S | U | N | Tore  | Pkt. |
| --- | ------------------------ | --- | - | - | - | ----- | ---- |
| 1   | Borussia Mönchengladbach | 6   | 3 | 2 | 1 | 17:07 | 8:4  |
| 2   | SSV Reutlingen 05        | 6   | 2 | 3 | 1 | 08:11 | 7:5  |
| 3   | Holstein Kiel            | 6   | 2 | 2 | 2 | 12:09 | 6:6  |
| 4   | Wormatia Worms           | 6   | 1 | 1 | 4 | 07:17 | 3:9  |

|  | 29. Mai 1965  | Holstein Kiel – SSV Reutlingen 05        | 1:1 | Zuschauer: 15.500 |  |
|  | 05. Juni 1965 | Borussia Mönchengladbach – Holstein Kiel | 1:0 | Zuschauer: 35.000 |  |
|  | 13. Juni 1965 | Holstein Kiel – Wormatia Worms           | 3:4 | Zuschauer: 12.000 |  |
|  | 16. Juni 1965 | Wormatia Worms – Holstein Kiel           | 0:3 | Zuschauer: 08.000 |  |
|  | 19. Juni 1965 | Holstein Kiel – Borussia Mönchengladbach | 4:2 | Zuschauer: 10.500 |  |
|  | 26. Juni 1965 | SSV Reutlingen 05 – Holstein Kiel        | 1:1 | Zuschauer: 05.000 |  |

### Aufstiegsrunde zur 2. Bundesliga Nord 1977
| Pl. | Team                | Sp. | S | U | N | Tore  | Pkt. |
| --- | ------------------- | --- | - | - | - | ----- | ---- |
| 1   | RW Lüdenscheid      | 6   | 5 | 0 | 1 | 10:04 | 10:2 |
| 2   | Siegburger SV 04    | 6   | 3 | 0 | 3 | 05:07 | 06:6 |
| 3   | Holstein Kiel       | 6   | 2 | 0 | 4 | 09:11 | 04:8 |
| 3   | SV Union Salzgitter | 6   | 2 | 0 | 4 | 09:11 | 04:8 |

|  | 29. Mai 1977  | RW Lüdenscheid – Holstein Kiel   | 1:0 | Zuschauer: 12.000 |  |
|  | 01. Juni 1977 | Holstein Kiel – Union Salzgitter | 2:1 | Zuschauer: 13.000 |  |
|  | 05. Juni 1977 | SV Siegburg 04 – Holstein Kiel   | 1:0 | Zuschauer: 02.800 |  |
|  | 16. Juni 1977 | Holstein Kiel – SV Siegburg 04   | 1:2 | Zuschauer: 09.000 |  |
|  | 29. Mai 1977  | Union Salzgitter – Holstein Kiel | 5:3 | Zuschauer: 02.100 |  |
|  | 29. Mai 1977  | Holstein Kiel – RW Lüdenscheid   | 3:1 | Zuschauer: 03.000 |  |

### Aufstiegsrunde zur 2. Bundesliga Nord 1978
| Pl. | Team             | Sp. | S | U | N | Tore  | Pkt. |
| --- | ---------------- | --- | - | - | - | ----- | ---- |
| 1   | Wacker 04 Berlin | 6   | 2 | 3 | 1 | 09:07 | 7:5  |
| 2   | Holstein Kiel    | 6   | 3 | 1 | 2 | 11:10 | 7:5  |
| 3   | OSV Hannover     | 6   | 2 | 2 | 2 | 10:08 | 6:6  |
| 4   | Olympia Bocholt  | 6   | 1 | 2 | 3 | 07:12 | 4:8  |

|  | 17. Mai 1978 | Holstein Kiel – 1. FC Paderborn | 2:2       | Zuschauer: 05.400 |  |
|  | 21. Mai 1978 | 1. FC Paderborn – Holstein Kiel | 2:2       | Zuschauer: 06.000 |  |
|  | 23. Mai 1978 | Holstein Kiel – 1. FC Paderborn | 5:3 n. E. | Zuschauer: 01.000 |  |

|  | 28. Mai 1978  | Wacker 04 Berlin – Holstein Kiel | 3:3 | 0000Zuschauer: 02.200 |  |
|  | 31. Mai 1978  | Holstein Kiel – OSV Hannover     | 3:2 | 0000Zuschauer: 09.000 |  |
|  | 04. Juni 1978 | Olympia Bocholt – Holstein Kiel  | 3:2 | 0000Zuschauer: 03.500 |  |
|  | 11. Juni 1978 | Holstein Kiel – Olympia Bocholt  | 1:0 | 0000Zuschauer: 08.000 |  |
|  | 13. Juni 1978 | OSV Hannover – Holstein Kiel     | 2:1 | 0000Zuschauer: 01.000 |  |
|  | 17. Juni 1978 | Holstein Kiel – Wacker 04 Berlin | 1:0 | 0000Zuschauer: 12.000 |  |

### Aufstiegsspiele zur Regionalliga Nord 2001
|                                                    | Gesamt |                                                   | Hinspiel (2.6.)            | Rückspiel (9.6.)           |
| -------------------------------------------------- | ------ | ------------------------------------------------- | -------------------------- | -------------------------- |
| Holstein Kiel (Meister Hamburg/Schleswig-Holstein) | 02:3   | 1. SC Göttingen 05 (Meister Niedersachsen/Bremen) | 2:0 (1:0) Zuschauer: 3.763 | 0:3 (0:1) Zuschauer: 6.352 |

### Aufstiegsspiele zur 3. Liga 2013
|                             | Gesamt |                                    | Hinspiel (29.5)            | Rückspiel (2.6)             |
| --------------------------- | ------ | ---------------------------------- | -------------------------- | --------------------------- |
| Holstein Kiel (Nordmeister) | 4:1    | KSV Hessen Kassel (Südwestmeister) | 2:0 (1:0) Zuschauer: 9.382 | 2:1 (1:1) Zuschauer: 17.000 |

### Relegationsspiele zur 2. Bundesliga 2015
|                                     | Gesamt |                                                   | Hinspiel (29.5)      | Rückspiel (2.6)             |
| ----------------------------------- | ------ | ------------------------------------------------- | -------------------- | --------------------------- |
| Holstein Kiel (Dritter der 3. Liga) | 1:2    | TSV 1860 München (Drittletzter der 2. Bundesliga) | 0:0 Zuschauer: 9.800 | 1:2 (1:0) Zuschauer: 57.000 |

### Relegationsspiele zur Bundesliga 2018
|                                             | Gesamt |                                           | Hinspiel (17.5)             | Rückspiel (21.5)            |
| ------------------------------------------- | ------ | ----------------------------------------- | --------------------------- | --------------------------- |
| VfL Wolfsburg (Drittletzter der Bundesliga) | 4:1    | Holstein Kiel (Dritter der 2. Bundesliga) | 3:1 (2:1) Zuschauer: 28.800 | 1:0 (0:0) Zuschauer: 12.000 |

### Relegationsspiele zur Bundesliga 2021
|                                          | Gesamt |                                           | Hinspiel (26.5)        | Rückspiel (29.5)           |
| ---------------------------------------- | ------ | ----------------------------------------- | ---------------------- | -------------------------- |
| 1. FC Köln (Drittletzter der Bundesliga) | 5:2    | Holstein Kiel (Dritter der 2. Bundesliga) | 0:1 (0:0) Zuschauer: 0 | 1:5 (1:4) Zuschauer: 2.348 |

## Teilnahmen am DFB-Pokal & Tschammerpokal
Stand: 17. August 2025

## Pokalsiege und Finalteilnahmen des Norddeutschen Fußball Verbandes
Stand: 1973/74 zuletzt ausgetragen

## Pokalsiege und Finalteilnahmen des Schleswig-Holsteinischen Fußball Verbandes
Stand: 25. Mai 2017

## Teilnahmen am Kronprinzenpokal 1908 bis 1918
Teilnahmen von Spielern im Finale des Kronprinzenpokal
- 1911 Norddeutschland – Süddeutschland 4:2 Sieger ; Spieler: Richard Schuck, Willi Zincke, Hans Reese, Ernst Möller
- 1914 Norddeutschland – Mitteldeutschland 2:1 Sieger ; Spieler: Hans Reese, Hugo Fick, Ernst Möller
- 1917 Norddeutschland – Süddeutschland 2:1 Sieger ; Spieler: Hugo Fick
- 1918 Brandenburg – Norddeutschland 3:1 Vize ; Spieler: Hugo Fick, Franz Esser

## Teilnahmen am Bundespokal 1919 bis 1933
Teilnahmen von Spielern im Finale des Bundespokal
- 1919 Norddeutschland – Süddeutschland 5:4 Sieger ; Spieler: Hugo Fick, Franz Esser
- 1922 Süddeutschland – Norddeutschland 7:0 Vize ; Spieler: Walter Krause
- 1925 Norddeutschland – Süddeutschland 2:1 Sieger ; Spieler: Kurt Voß, Franz Esser
- 1927 Mitteldeutschland – Norddeutschland 1:0 Vize ; Spieler: Kurt Voß
- 1928 Südostdeutschland – Norddeutschland 2:0 Vize ; Spieler: Kurt Voß, Oskar Ritter
- 1929 Brandenburg – Norddeutschland 4:1 Vize ; Spieler: Johannes Ludwig, Werner Widmayer
- 1930 Norddeutschland – Brandenburg 2:0 Sieger ; Spieler: Johannes Ludwig, Werner Widmayer

## Teilnahmen am Gauauswahlwettbewerb 1933 bis 1942
Teilnahmen von Spielern im Finale des Gauauswahlwettbewerb
- 1942 Niederrhein – Nordmark 2:1 Vize ; Spieler: Alfred Boller, Franz Linken

## Rekordspiele

### Norddeutsche Meisterschaft von 1905 bis 1933
- Höchster Heimsieg: 12:2 Saison 1909/10 Viertelfinale gegen Internationaler FC Rostock
- Höchster Auswärtssieg: 1:13 Saison 1911/12 Viertelfinale gegen Rendsburger FC
- Höchste Heimniederlage: 3:5 Saison 1906/07 Halbfinale gegen Victoria Hamburg
- Höchste Auswärtsniederlage: 8:1 Saison 1931/32 Siegerstaffel gegen Hamburger SV
- Torreichste Partien: 12:2-Sieg Saison 1909/10 Viertelfinale gegen Internationaler FC Rostock ; 10:4-Sieg Saison 1930/31 Achtelfinale Leu Braunschweig
- Höchste Zahl an Gegentoren: 8:1 Niederlage Saison 1931/32 Siegerstaffel gegen Hamburger SV

### Deutsche Meisterschaft von 1910 bis 1957
- Höchster Sieg: 9:1 Saison 1926/27 Achtelfinale gegen Titania Stettin
- Höchste Niederlage: 1:6 Saison 1928/29 Achtelfinale gegen 1. FC Nürnberg
- Torreichste Partie: 9:1-Sieg Saison 1926/27 Achtelfinale gegen Titania Stettin; 8:2-Sieg Saison 1925/26 Achtelfinale gegen Stettiner SC
- Höchste Zahl an Gegentoren: 1:6 Saison 1928/29 Achtelfinale gegen 1. FC Nürnberg

Da viele Spiele während der Meisterschaft auf neutralem Boden stattfanden, wird hier nicht zwischen Heim- und Auswärtsspielen unterschieden

### Rekord-Ligaspiele seit 1947
- Höchste Heimsiege: 8:0 am 6. Spieltag in der Oberliga Nord (3. Liga) Saison 1981/82 gegen den SC Concordia Hamburg ; 8:0 am 7. Spieltag in der Oberliga Nord (4. Liga) Saison 2007/08 gegen VSK Osterholz-Scharmbeck ; 8:0 am 30. Spieltag in der Regionalliga Nord (4. Liga) Saison 2010/11 gegen Türkiyemspor Berlin
- Höchster Auswärtssieg: 0:7 am 23. Spieltag in der Oberliga Nord (1. Liga) Saison 1959/60 gegen Eintracht Osnabrück
- Höchste Heimniederlage: 0:7 am 10. Spieltag in der Oberliga Nord (1. Liga) Saison 1947/48 gegen den Hamburger SV
- Höchste Auswärtsniederlage: 9:0 am 25. Spieltag in der 2. Bundesliga Nord (2. Liga) Saison 1978/79 gegen Tennis Borussia Berlin
- Torreichste Partie: 10:2-Niederlage am 29. Spieltag in der Oberliga Nord (1. Liga) Saison 1959/60 gegen den Hamburger SV
- Höchste Zahl an Gegentoren: 10:2-Niederlage am 29. Spieltag in der Oberliga Nord (1. Liga) Saison 1959/60 gegen den Hamburger SV

### Rekord-Pokalspiele seit 1935
- Höchste Heimsiege: 7:1 Tschammer-Pokal 1935 1. Schlussrunde gegen SV Nordring Stettin ; 7:1 DFB-Pokal 2020/21 1. Hauptrunde gegen 1. FC Rielasingen-Arlen
- Höchster Auswärtssieg: 0:6 DFB-Pokal 2019/20 1. Hauptrunde gegen FSV Salmrohr
- Höchste Heimniederlage: 0:5 DFB-Pokal 2007/08 1. Hauptrunde gegen Hamburger SV
- Höchste Auswärtsniederlagen: 6:0 Tschammer-Pokal 1941 Halbfinale gegen Schalke 04 ; 7:1 DFB-Pokal 1971/72 1. Hauptrunde gegen Hannover 96 ; 7:1 DFB-Pokal 1978/79 Achtelfinale gegen 1. FC Nürnberg
- Torreichste Partien: 5:4-Sieg Tschammer-Pokal 1943 1. Schlussrunde gegen Eintracht Braunschweig ; 5:4-Sieg DFB-Pokal 1971/72 1. Hauptrunde gegen Hannover 96
- Höchste Zahl an Gegentoren: 7:1 DFB-Pokal 1971/72 1. Hauptrunde gegen Hannover 96 ; 7:1 DFB-Pokal 1978/79 Achtelfinale gegen 1. FC Nürnberg

Quelle: unter anderem Chronik 100 Jahre Holstein Kiel
Stand: 13. September 2020

## Deutsche Nationalspieler
Die aufgeführten Spieler sind während ihrer aktiven Zeit bei Holstein Kiel zu Nationalspielern nominiert worden.
| - Franz Esser (1 / 0 / 1922) - Willi Fick (1 / 1 / 1910) - Walter Krause (5 / 0 / 1921–1924) - Georg Krogmann (3 / 0 / 1912) - Johannes Ludwig (3 / 2 / 1930–1931) - Ernst Möller (9 / 4 / 1911–1913) - Hans Reese (1 / 0 / 1912) | - Oskar Ritter (1 / 0 / 1925) - Karl Schulz (2 / 0 / 1925) - Kurt Voß (2 / 2 / 1925) - Adolf Werner (9 / 0 / 1909–1912) - August Werner (2 / 0 / 1925) - Werner Widmayer (2 / 0 / 1931) |

In Klammern (Spiele / Tore / Jahr).

## Rekordspieler

### Einsätze für Holstein Kiel
Rekordspieler in Meisterschaftsspielen nach dem Zweiten Weltkrieg
| Namen                 | Nationalität | Position                | Einsätze | Zeitraum                               |
| --------------------- | ------------ | ----------------------- | -------- | -------------------------------------- |
| 01. Hans Peter Ehlers | Deutschland  | Mittelfeld/Läufer       | 369      | 1953 – 1966                            |
| 02. Hans Joachim Aido | Deutschland  | Mittelfeld/Abwehr       | 312      | 1972 – 1981                            |
| 03. Henning Hardt     | Deutschland  | Abwehr                  | 304      | 1989 – 1991, 1993 – 1995 & 1997 – 2004 |
| 04. Immo Stelzer      | Deutschland  | Sturm/Abwehr            | 296      | 1976 – 1986                            |
| 05. Dietmar Tönsfeldt | Deutschland  | Mittelfeld/Abwehr       | 293      | 1974 – 1984                            |
| 06. Harry Witt        | Deutschland  | Mittelfeld/Abwehr       | 279      | 1974 – 81 & 1984 – 1987                |
| 07. Thorsten Rohwer   | Deutschland  | Mittelfeld/Abwehr       | 278      | 1996 – 1999 & 2001 – 2011              |
| 08. Thorsten Neumann  | Deutschland  | Mittelfeld/Sturm/Abwehr | 276      | 1973 – 1984                            |
| 09. Berndt Jordt      | Deutschland  | Mittelfeld/Abwehr       | 274      | 1976 – 1985                            |
| 10. Dieter Wendland   | Deutschland  | Mittelfeld              | 273      | 1974 – 1984                            |

(Stand: Sommer 2024)
Siehe unter:

### Tore für Holstein Kiel
Rekordtorschützen in Meisterschaftsspielen nach dem Zweiten Weltkrieg
| Namen                   | Nationalität | Position | Tore | Einsätze | Torquotient | Zeitraum                |
| ----------------------- | ------------ | -------- | ---- | -------- | ----------- | ----------------------- |
| 01. Gerd Koll           | Deutschland  | Sturm    | 0138 | 266      | 0.52        | 1959–1968               |
| 02. Alfred Bornemann    | Deutschland  | Sturm    | 0112 | 220      | 0.51        | 1953–1963               |
| 03. Dmitrijus Guščinas  | Litauen      | Sturm    | 087  | 213      | 0.41        | 1999–2003 und 2007–2010 |
| 04. Rudolf Christiansen | Deutschland  | Sturm    | 086  | 192      | 0.45        | 1969–1975               |
| 05. Axel Möller         | Deutschland  | Sturm    | 077  | 258      | 0.30        | 1975–1985               |
| 06. Gerhard Saborowski  | Deutschland  | Sturm    | 075  | 113      | 0.66        | 1963–1966               |
| 07. Marc Heider         | Deutschland  | Sturm    | 074  | 221      | 0.33        | 2009–2016               |
| 08. Carsten Nemitz      | Deutschland  | Sturm    | 072  | 125      | 0.58        | 1986–1990               |
| 09. André Bistram       | Deutschland  | Sturm    | 066  | 140      | 0.47        | 1982–1986 und 1990–1992 |
| 10. Horst Martinsen     | Deutschland  | Sturm    | 054  | 105      | 0.51        | 1959–1964               |

(Stand: Sommer 2024)
Siehe unter:

## Torschützenkönige

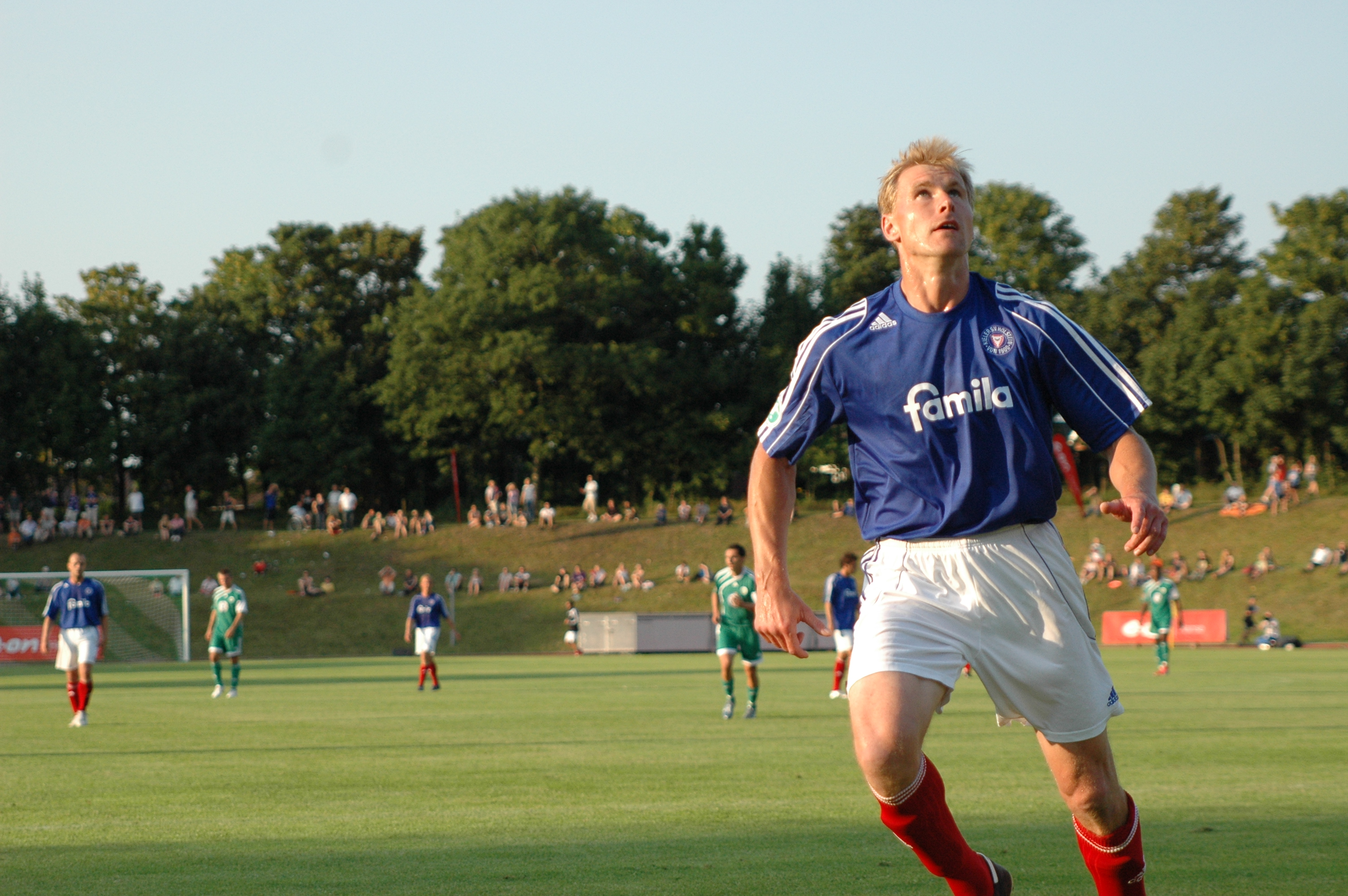
Torschützenkönig der Regionalliga Nord 2002/03: Dmitrijus Guščinas

Torschützenkönige nach dem Zweiten Weltkrieg:
| - 1962 Gerd Koll: 28 Tore Oberliga Nord (1. Liga) - 1965 Gerhard Saborowski: 34 Tore Regionalliga Nord (2. Liga) - 1971 Ulrich Schulz: 21 Tore Regionalliga Nord (2. Liga) - 1986 André Bistram: 27 Tore Oberliga Nord (3. Liga) | - 1988 Carsten Nemitz: 24 Tore Oberliga Nord (3. Liga) - 2003 Dmitrijus Guščinas: 23 Tore Regionalliga Nord (3. Liga) - 2018 Marvin Ducksch: 18 Tore 2. Bundesliga |

## Beste Torschützen einer Saison seit 1947/48
Die besten Torschützen einer Saison in Meisterschafts- und Aufstiegsspielen nach dem Zweiten Weltkrieg:
| Oberliga Nord (1. Liga) 1947–1963        | Oberliga Nord (1. Liga) 1947–1963  | Oberliga Nord (1. Liga) 1947–1963 |
| Saison                                   | Name                               | Tore                              |
| ---------------------------------------- | ---------------------------------- | --------------------------------- |
| 1947/48                                  | Franz Linken                       | 10 Tore                           |
| 1948/49                                  | Walter Hain                        | 7 Tore                            |
| 1949/50                                  | Ernst Haack & Helmut Knobloch      | 10 Tore                           |
| 1950/51                                  | Gerhard Schmidt                    | 17 Tore                           |
| 1951/52                                  | Walter Hain                        | 18 Tore                           |
| 1952/53                                  | Emil Maier                         | 24 Tore (A / 3 Tore)              |
| 1953/54                                  | Emil Maier                         | 11 Tore                           |
| 1954/55                                  | Alfred Bornemann                   | 15 Tore                           |
| 1955/56                                  | Alfred Bornemann                   | 15 Tore                           |
| 1956/57                                  | Horst Christiansen                 | 8 Tore (A / 0 Tore)               |
| 1957/58                                  | Harald Hardtke                     | 14 Tore                           |
| 1958/59                                  | Alfred Bornemann                   | 20 Tore                           |
| 1959/60                                  | Horst Martinsen                    | 14 Tore                           |
| 1960/61                                  | Dieter Krafczyk                    | 12 Tore                           |
| 1961/62                                  | Gerd Koll                          | 29 Tore                           |
| 1962/63                                  | Horst Martinsen                    | 16 Tore                           |
| Regionalliga Nord (2. Liga) 1963–1974    |                                    |                                   |
| 1963/64                                  | Gerhard Saborowski                 | 14 Tore                           |
| 1964/65                                  | Gerhard Saborowski                 | 37 Tore (A / 3 Tore)              |
| 1965/66                                  | Gerhard Saborowski                 | 22 Tore                           |
| 1966/67                                  | Gerd Koll                          | 23 Tore                           |
| 1967/68                                  | Gerd Koll                          | 10 Tore                           |
| 1968/69                                  | Manfred Medler                     | 14 Tore                           |
| 1969/70                                  | Rudolf Christiansen                | 17 Tore                           |
| 1970/71                                  | Ulrich Schulz                      | 21 Tore                           |
| 1971/72                                  | Rudolf Christiansen                | 11 Tore                           |
| 1972/73                                  | Rudolf Christiansen                | 20 Tore                           |
| 1973/74                                  | Rudolf Christiansen                | 17 Tore                           |
| Amateuroberliga Nord (3. Liga) 1974–1978 |                                    |                                   |
| 1974/75                                  | Rudolf Christiansen & Jürgen Retza | 11 Tore                           |
| 1975/76                                  | Jürgen Retza                       | 9 Tore                            |
| 1976/77                                  | Axel Möller                        | 25 Tore (A / 3 Tore)              |
| 1977/78                                  | Holger Haltenhof                   | 24 Tore (A / 7 Tore)              |
| 2. Bundesliga Nord 1978–1981             |                                    |                                   |
| 1978/79                                  | Holger Haltenhof & Dieter Wendland | 8 Tore                            |
| 1979/80                                  | Manfred Jochimiak                  | 15 Tore                           |
| 1980/81                                  | Dieter Wendland                    | 7 Tore                            |
| Amateuroberliga Nord (3. Liga) 1981–1994 |                                    |                                   |
| 1981/82                                  | Bernd Brexendorf & Axel Möller     | 10 Tore                           |
| 1982/83                                  | Axel Möller                        | 15 Tor                            |
| 1983/84                                  | Helmut Schweger                    | 12 Tore                           |
| 1984/85                                  | André Bistram                      | 11 Tore                           |
| 1985/86                                  | Andre Bistram:                     | 27 Tore                           |
| 1986/87                                  | Carsten Nemitz                     | 17 Tore                           |
| 1987/88                                  | Carsten Nemitz                     | 24 Tore                           |
| 1988/89                                  | Carsten Nemitz                     | 18 Tore                           |
| 1989/90                                  | Carsten Nemitz                     | 13 Tore                           |
| 1990/91                                  | Jens-Uwe Friske                    | 13 Tore                           |

| Saison                                | Name                                    | Tore                 |
| ------------------------------------- | --------------------------------------- | -------------------- |
| 1991/92                               | Maik Wendorf                            | 11 Tore              |
| 1992/93                               | Rainer Menzel                           | 10 Tore              |
| 1993/94                               | Rainer Menzel                           | 14 Tore              |
| Regionalliga Nord (3. Liga) 1994–1996 |                                         |                      |
| 1994/95                               | Rainer Menzel                           | 8 Tore               |
| 1995/96                               | Rainer Menzel                           | 13 Tore              |
| Oberliga HH-SH (4. Liga) 1996–1998    |                                         |                      |
| 1996/97                               | Jan Wohlert                             | 10 Tore              |
| 1997/98                               | Jan Wohlert                             | 13 Tore              |
| Regionalliga Nord (3. Liga) 1998–2000 |                                         |                      |
| 1998/99                               | Mike Göbel                              | 12 Tore              |
| 1999/00                               | Jörg Ahrends                            | 13 Tore              |
| Oberliga HH-SH (4. Liga) 2000/01      |                                         |                      |
| 2000/01                               | Daniel Jurgeleit                        | 22 Tore (A / 0 Tore) |
| Regionalliga Nord (3. Liga) 2001–2007 |                                         |                      |
| 2001/02                               | Dmitrijus Guščinas                      | 11 Tore              |
| 2002/03                               | Dmitrijus Guscinas                      | 23 Tore              |
| 2003/04                               | Daniel Teixeira                         | 17 Tore              |
| 2004/05                               | Pavel Dobry                             | 8 Tore               |
| 2005/06                               | Pavel Dobry                             | 11 Tore              |
| 2006/07                               | Pavel Dobry                             | 13 Tore              |
| Oberliga Nord (4. Liga) 2007/08       |                                         |                      |
| 2007/08                               | Michael Holt                            | 21 Tore              |
| Regionalliga Nord (4. Liga) 2008/09   |                                         |                      |
| 2008/09                               | Tim Wulff                               | 9 Tore               |
| 3. Liga 2009/10                       |                                         |                      |
| 2009/10                               | Michael Holt                            | 14 Tore              |
| Regionalliga Nord (4. Liga) 2010–2012 |                                         |                      |
| 2010/11                               | Marc Heider                             | 18 Tore              |
| 2011/12                               | Jaroslaw Lindner                        | 17 Tore              |
| 2012/13                               | Marcel Schied                           | 19 Tore (A / 0 Tore) |
| 3. Liga 2013–2017                     |                                         |                      |
| 2013/14                               | Marc Heider                             | 10 Tore              |
| 2014/15                               | Marc Heider & Rafael Kazior (A / 1 Tor) | 12 Tore              |
| 2015/16                               | Steven Lewerenz                         | 11 Tore              |
| 2016/17                               | Kingsley Schindler                      | 12 Tore              |
| 2. Fußball-Bundesliga 2017–2024       |                                         |                      |
| 2017/18                               | Marvin Ducksch                          | 18 Tore (A / 0 Tore) |
| 2018/19                               | Janni Serra                             | 10 Tore              |
| 2019/20                               | Emmanuel Iyoha & Lee Jae-sung           | 9 Tore               |
| 2020/21                               | Janni Serra                             | 13 Tore (A / 0 Tore) |
| 2021/22                               | Alexander Mühling & Benedikt Pichler    | 7 Tore               |
| 2022/23                               | Steven Skrzybski                        | 15 Tore              |
| 2023/24                               | Steven Skrzybski                        | 10 Tore              |
| 1. Fußball-Bundesliga 2024–25         |                                         |                      |
| 2024/25                               | Shuto Machino                           | 11 Tore              |
| 2. Fußball-Bundesliga 2025–           |                                         |                      |
| 2025/26                               |                                         |                      |

(A)= Saison mit Aufstiegsspielen

## Andere ehemalige bekannte Spieler
Ausgewählte andere ehemalige bekannte Spieler, die keine Rekordspieler, Torschützenkönige, beste Torschützen einer Saison oder während ihrer aktiven Zeit bei Holstein Kiel zu Nationalspielern nominiert worden sind. In chronologischer und in alphabetischer Reihenfolge:

### 1900 bis 1950
| - Christian Baasch (1928–1933) - Werner Baßler (1942–1944) - David Binder (1911–1913) - Alfred Boller (1941–1944) - Helmuth Bork (1910–1914) - Hans Dehning (1909–1913) - Rudolf Drews (1939–1950) - Reinhold Ertel (1947–1950) - Hugo Fick (1910–1919) - Heinz Flöhl (1941–1948) - Rudolf Friese (1909–1911) - Heinrich Homeister (1911–1913) | - Rudolf Jennewein (1941–1943) - Alfred Kelbassa (1943–1944) - Helmut Knobloch (1945–1948, 1949–1952) - Alfred Kramer (1930–1933, 1935–1944) - Kurt Krüger (1941–1948) - Carl Lafferenz (1909–1910) - Theodor Lagerquist (1918–1933) - Paul Lenhardt (1909–1910) - Waldemar Lübke (1919–1933) - Sophus Nielsen (1910–1911) - Carl Nielsen (1910–1911) - Hans Passenheim (1925–1926) | - Karl Rempka (1909–1911) - Richard Schuck (1910–1911) - Max Karl Slebioda (1941–1953) - Max Kurt Slebioda (1923–1928) - Kurt Stössel (1935–1940) - Gábor Obitz (1925–1926) - Oskar Ohm (1918–1933) - Ottmar Walter (1943–1944) - Friedrich Werner (1902–1912) - Max Wiggert (1910–1913) - Josef Zimmermann (1928–1931) - Willi Zincke (1909–1910, 1911–1926) |

### 1950 bis 1975
| - Rudi Balsam (1959–1969) - Dieter Baumanns (1968–1970) - Klaus-Willi Baumanns (1968–1970) - Benno Beiroth (1967–1969) - Wilhelm Friedrich Boyens (1962–1963) - Hans-Heinrich Cornils (1947–1955) - Eitel Galle (1960–1964) - Manfred Greif (1961–1964) - Heinz Grunewald (1949–1954) - Eberhard Gräf (1956–1975) - Paul Gräf (1947–1955) | - Jürgen Harm (1962–1972) - Otto Hartz (1963–1967) - Ulrich Hoffmann (1967–1975) - Franz-Josef Hönig (1964–1967) - Dieter Krafczyk (1960–1963) - Ernst Kreuz (1973–1974) - Willi Marzok (1967–1970) - Bernd Oles (1952–1954) - Henry Peper (1950–1962) - Josef Pistauer (1964–1969) - Manfred Podlich (1960–1965) | - Jürgen Rohweder (1964–1966) - Siegmund Saborrosch (1969–1975) - Winfried Schülke (1966–1969) - Wolfgang Schwierzke (1957–1961) - Rainer Skrotzki (1965–1967) - Günter Tams (1960–1967) - Volker Tönsfeldt (1965–1970, 1971–1980) - Diether Trede (1954–1961) - Hans-Joachim Weller (1966–1968) - Uwe Witt (1965–1967) - Jürgen Wohlgemuth (1966–1968) |

### 1975 bis 2000
| - Dirk Andresen (1978–1983) - Dirk Bremser (1998–2000) - Thoralf Bennert (1999–2000) - Francisco Copado (1989–1991) - Willi Cryns (1980–1983, 1984–1985,) - Dimitrios Daras (1980–1981) - Pawel Dotschew (1994–1995) - Eggert Dolling (1985–1990, 1991–1997) - Émerson (1993–1994) - Thorsten Grümmer (1977–1991) | - Oliver Held (1993–1995) - Timo Hempel (1996–2000, 2001–2003) - Carsten Hinrichsen (1987–1994) - Torben Hoffmann (1993–1995) - Thomas Karpenkiel (1983–1993) - Uwe Knodel (1979–1980) - Dirk Köhlert (1996–2000) - Andreas Köpke (1967–1983) - Irsen Latifovic (1994–1995) - Felix Möller (1981–1985, 1987–1990, 1991–1996) | - Heiko Nickel (1986–1988) - Thomas Richter (1980–1981) - Jürgen Roloff (1983–1984) - Peter Peters (1994–1999) - Zdzisław Puszkarz (1984–1986) - Heinz Stickel (1980–1981) - Franz-Josef Toth (1979–1981) - Jean Willrich (1978) - Frank Wolf (1993–2001) - Wlodzimierz Zemojtel (1983–1988, 1990–1991) |

### Seit 2000
| - Fiete Arp (2023–2025) - Fin Bartels (2002–2007, 2020–2023) - Timo Becker (2022–2025) - László Bénes (2019) - Johannes van den Bergh (2017–2022) - Yann Aurel Bisseck (2019) - Sören Brandy (2006–2007) - André Breitenreiter (2003–2007) - Sven Boy (2004–2010) - Ryan Coiner (2005–2006) - Rafael Czichos (2015–2018) - Jannik Dehm (2018–2021) - Jens Dowe (2002–2004) - Dominick Drexler (2016–2018) - Hólmbert Friðjónsson (2021–2024) - Ioannis Gelios (2019–2022) - Niels Hansen (2000–2005) - Patrick Herrmann (2011–2019) - Simon Henzler (2004–2011) | - Lewis Holtby (2021–2025) - Aleksandar Ignjovski (2019–2023) - Christian Jürgensen (2006–2013) - Atakan Karazor (2017–2019) - David Kinsombi (2017–2019) - Mikkel Kirkeskov (2021–2023, 2024) - Patrick Kohlmann (2014–2017) - Julian Korb (2021–2023) - Kenneth Kronholm (2014–2019) - Christopher Lenz (2017–2018) - Björn Lindemann (2004–2006) - Marcus Marin (2001–2002) - Michél Mazingu-Dinzey (2007–2008) - Joshua Mees (2020–2024) - Jonas Meffert (2018–2021) - Christian Mikolajczak (2006–2007) - Phil Neumann (2019–2022) - Alexander Nouri (2008–2010) - Masaya Okugawa (2018–2019) | - Salih Özcan (2020–2021) - Dominic Peitz (2016–2019) - Mike Rietpietsch (2006) - Fabian Reese (2005–2013, 2020–2023) - Tom Rothe (2023–2024) - Sidney Sam (2002–2004) - Philipp Sander (2015–2024) - Manuel Schäffler (2014–2016) - Dominik Schmidt (2015–2020) - Stefan Schnoor (2007) - Timo Schultz (2003–2005) - Tim Siedschlag (2005–2010, 2011–2024) - Fiete Sykora (2009–2015) - Daniel Teixeira (2003–2004) - Stefan Thesker (2018–2023) - Marek Trejgis (2001–2004) - André Trulsen (2002–2004) - Hauke Wahl (2012–2015, 2018–2023) - Robin Zentner (2015–2017) |

## Liste der Trainer der KSV Holstein

### 1900 bis 1945
Von 1900 bis 1924 hatte der Verein keine hauptberuflichen Trainer und das Training wurde von den Spielern oder Vereinsmitgliedern selbst organisiert und geleitet. Auch nach 1924 leiteten weiterhin langjährige Vereinsmitglieder oder Spieler das Training wie Willi Zincke, Ernst Föge, Calli Friese, Franz Esser und Franz Linken.
| Zeitraum                      | Name                                          |
| ----------------------------- | --------------------------------------------- |
| 1924 – 1926                   | Béla Révész – erster hauptberuflicher Trainer |
| 1926 – 1929                   | Willi Zincke                                  |
| 1929 – Februar 1931           | Karl Heinlein                                 |
| Februar 1931 – Frühjahr 1932  | Ernst Föge                                    |
| Frühjahr 1932 – Frühjahr 1933 | William Waymark Stanton                       |
| Frühjahr 1933 – 1933          | Ferdinand Fabra                               |
| 1933 – 1934                   | Ernst Föge                                    |
| 1934 – Herbst 1934            | Calli Friese                                  |
| Herbst 1934 – April 1936      | Hans Sauerwein                                |
| Juni 1936 – Herbst 1936       | Johannes Wensien                              |
| Herbst 1936 – 1937            | Willi Zincke & Franz Esser                    |
| 1937 – 1941                   | Rudolf Prohkoph & Franz Esser                 |
| 1941 – 1942                   | Franz Linken                                  |
| 1942 – 1943                   | Franz Linken & Franz Esser                    |
| 1943 – 1945                   | Franz Esser                                   |

Die Amtszeiten der Trainer sind teilweise nicht vollständig ermittelbar, da zwischenzeitlich auch Kriegsbedingt Vereinsmitglieder das Training leiteten oder auf hauptberufliche Trainer verzichtet wurde. Saisons ohne Monate sind die üblichen Trainer-Vertragslaufzeiten von 1. Juli bis 30. Juni des jeweiligen Jahres.

### Seit 1945
| Zeitraum                       | Name                       |
| ------------------------------ | -------------------------- |
| September 1947 – Dezember 1947 | Franz Linken & Franz Esser |
| Januar 1948 – 1948             | Hans Tauchert              |
| 1948 – März 1950               | Sepp Kretschmann           |
| April 1950 – Mai 1952          | Alfred Beimel              |
| 1952 – 1954                    | Hans Tauchert (2)          |
| 1954 – 1961                    | Helmuth Johannsen          |
| 1961 – 1964                    | Erich Wolf                 |
| 1964 – Mai 1965                | Helmut Ullmann             |
| Mai 1965 – 1965                | Helmuth Johannsen (2)      |
| 1965 – März 1966               | Hellmut Meidt              |
| März 1966 – 1968               | Rudolf Fassnacht           |
| 1968 – 1972                    | Hans Peter Ehlers          |
| 1972 – Februar 1974            | Edgar „Edu“ Preuß          |
| Februar 1974 – August 1976     | Werner Bannasch            |
| August 1976 – 1978             | Gerd Koll                  |
| 1978 – 1979                    | Kuno Böge                  |
| 1979 – November 1979           | Arkoc Özcan                |
| November 1979 – Dezember 1980  | Gerhard Prokop             |
| Dezember 1980 – April 1981     | Helmut Rickert             |
| 1981 – August 1984             | Emanuel Graf von Soden     |
| 1984 August – Dezember 1984    | Dieter Wendland            |
| Dezember 1984 – 1985           | Werner Bannasch (2)        |
| 1985 – 1986                    | Peter Siegel               |
| 1986 – Oktober 1988            | Michael Lorkowski          |
| Oktober 1988 – 1989            | Wlodzimierz Zemojtel       |
| 1989 – 1991                    | Hans-Gerd Schildt          |

| Zeitraum                        | Name                   |
| ------------------------------- | ---------------------- |
| 1991 – September 1991           | Wolf-Waldemar Penning  |
| März 1992 – 1992                | Ulf Paetau             |
| 1992 – 1994                     | Bernd Brexendorf       |
| 1994 – Februar 1995             | Michael Krüger         |
| Februar 1995 – April 1995       | Ulf Paetau (2)         |
| 1995 – Oktober 1995             | Harry Witt             |
| Oktober 1995 – 1997             | Jens Martens           |
| 1997 – 1999                     | Dieter Bollow          |
| 1999 – 2000                     | Michael Lorkowski (2)  |
| 2000 – September 2002           | Gerd-Volker Schock     |
| September 2002 – September 2003 | Hans-Werner Moors      |
| September 2003 – Februar 2004   | Gerd-Volker Schock (2) |
| Februar 2004 – 2004             | Peter Vollmann         |
| 2004 – Oktober 2006             | Frank Neubarth         |
| Oktober 2006 – Februar 2007     | Stefan Böger           |
| Februar 2007 – Dezember 2008    | Peter Vollmann (2)     |
| Dezember 2008 – September 2009  | Falko Götz             |
| Oktober 2009 – 2010             | Christian Wück         |
| 2010 – 2013                     | Thorsten Gutzeit       |
| 2013 – August 2016              | Karsten Neitzel        |
| August 2016 – 2018              | Markus Anfang          |
| 2018 – 2019                     | Tim Walter             |
| 2019 – September 2019           | André Schubert         |
| Oktober 2019 – September 2021   | Ole Werner             |
| seit Oktober 2021               | Marcel Rapp            |

Saisons ohne Monate sind die üblichen Trainer-Vertragslaufzeiten von 1. Juli bis 30. Juni des jeweiligen Jahres. Interimstrainer werden nicht einzeln aufgeführt, sondern als Fußnote. Trainer die mehrmals beim Verein tätig waren, werden mit einer Klammer und der Anzahl der wievielten Station gekennzeichnet.

### Trainer mit mehr als 100 Einsätzen
Berücksichtigt sind alle Liga-Begegnungen, Meisterschaftsrunden, Aufstiegsrunden, Relegationsspiele, DFB-Pokal-, NFV-, sowie SHFV-Pokalbegegnungen seit 1945.
- Helmut Johannssen: 239 Partien (211 × Liga, 6 × Aufstiegsrunde, 1 × Meisterschaftsrunde, 21 × NFV-Pokal)
- Peter Ehlers: 149 Partien (132 × Liga, 4 × DFB-Pokal, 13 × NFV-Pokal)
- Marcel Rapp: 133 Partien (127 × Liga, 6 × DFB-Pokal)
- Karsten Neitzel: 122 Partien (118 × Liga, 2 × Relegation, 2 × DFB-Pokal)
- Michael Lorkowski: 113 Partien (113 × Liga)
- Emanuel Graf von Soden: 112 Partien (105 × Liga, 5 × DFB-Pokal, 2 × SHFV-Pokal)

Stand: 17. Mai 2025

## Präsidenten

### 1. Kieler Fußball-Verein
| Name                                 | Amtszeit                             |
| ------------------------------------ | ------------------------------------ |
| unbesetzt (Blaschke 2. Vorsitzender) | 6. Oktober 1900 – 22. Oktober 1901   |
| Georg P. Blaschke                    | 22. Oktober 1901 – 26. Mai 1904      |
| Alfred Hädicke                       | 26. Mai 1904 – 4. April 1912         |
| Hans Heesch                          | 4. April 1912 – 7. März 1913         |
| Alfred Hädicke                       | 7. März 1913 – 7. Juni 1917 (Fusion) |

### FC Holstein von 1902
| Name            | Amtszeit                        |
| --------------- | ------------------------------- |
| Walter Duden    | 5. Februar 1902 – 31. März 1904 |
| Julius Johansen | 31. März 1904 – 1. April 1905   |
| Walter Duden    | 1. April 1905 – 4. August 1908  |
| Albert Tetzlaff | 4. August 1908 – 1. Juli 1909   |
| Karl Rempka     | 1. Juli 1909 – 5. Januar 1910   |
| Karl Möller     | 5. Januar 1910 – 1915           |
| August Gamst    | 1915 – 7. Juni 1917 (Fusion)    |

### KSV Holstein von 1900
| Name                    | Amtszeit                             |
| ----------------------- | ------------------------------------ |
| August Gamst            | 7. Juni 1917 – 1919                  |
| Hans Heesch             | 1919–1920                            |
| August Gamst            | 20. Mai 1920 – 22. September 1921    |
| Ernst Föge              | 22. September 1921 – 22. Januar 1930 |
| Hermann Langness        | 22. Januar 1930 – 17. August 1938    |
| Carl Friese             | 17. August 1938 – Kriegsende         |
| Egon Flessner           | 25. Oktober 1945 – September 1946    |
| Fritz Weinknecht        | 1. Oktober 1946 – 27. Mai 1947       |
| Klaus Scharnberg        | 27. Mai 1947 – 28. Mai 1948          |
| Carl Friese             | 30. Juni 1948 – 7. Dezember 1948     |
| Ernst Föge              | 7. Dezember 1948 – 1. November 1949  |
| Hermann Langness        | 30. November 1949 – 27. Mai 1952     |
| Heinrich Ehlers1        | 27. Mai 1952 – 4. Mai 1961           |
| Heinrich Happ           | 4. Mai 1961 – 17. Februar 1967       |
| Karl-Heinz Brandt       | 17. Februar 1967 – 9. April 1968     |
| Josef Keller            | 9. April 1968 – 21. Februar 1969     |
| Carl-August Böcken      | 21. Februar 1969 – 10. März 1972     |
| Wilhelm Ehlers          | 24. März 1972 – 16. April 1975       |
| Karl-Heinz Brandt       | 16. April 1975 – 1982                |
| Peter Salman            | 1982–1986                            |
| Klaus Hansen-Kohlmorgen | 1986                                 |
| Dieter Weiland          | 1986–1988                            |
| Wolf-Fedor Jobs         | 1988–1993                            |
| Hanns Schoberth         | 1993–1995                            |
| Sven Jacob              | 1995 – Juli 2007                     |
| Roland Reime            | Juli 2007 – März 2017                |
| Steffen Schneekloth     | seit Juni 2017                       |

1 Ehrenpräsident

## Ehrenmitglieder
Überblick über die Ehrenmitglieder von Holstein Kiel:
| vor 1975 - Uwe Beyer - Dr. Anton Bündgens - Walter Duden - Heinrich Ehlers - Franz „Seppl“ Esser - Ludwig Hoff - Carl Hofmann - Karl Holstein - Franz Ritter - Elfriede Schillow - Reinhold Schmidt - Arthur Intert - Wilhelm Schwieger - Alfred Ströh - Adolf Werner | nach 1975 - Wilhelm Jöhnk - Hans Kistenmacher - Adolf Knees - Johannes Ludewig - Waldemar Lübke - Ulrich Meyer - Oskar Ritter - Hansherbert Schmalisch - Hans Schmidt - Heinz Schütt - Dr. Wilhelm Tewes |

Die Liste ist nicht vollständig

## Teilnehmer an den Olympischen Spielen
- Adolf „Adsch“ Werner: Olympische Sommerspiele 1912 in Stockholm für die Fußballnationalmannschaft
- Hans Reese: Olympische Sommerspiele 1912 in Stockholm für die Fußballnationalmannschaft
- Georg Krogmann: Olympische Sommerspiele 1912 in Stockholm für die Fußballnationalmannschaft
- Hans Lubinus: Regattasegler für Deutschland bei den Olympischen Sommerspielen 1936 in Berlin, 1952 in Helsinki und 1956 in Melbourne
- Dorothea „Dorle“ Kress: Kugelstoßen der Frauen 1952 in Helsinki
- Hans-Helmut Trense: Weitsprung der Männer 1964 in Tokio
- Uwe Beyer: Hammerwurf der Männer 1964 in Tokio (Bronze-Medaille), 1968 in Mexiko-Stadt und 1972 in München